# Polderopwegen
Polderopwegen is een voormalig wegwaterschap in de provincie Groningen.
Het waterschap onderhield vijf wegen gelegen tussen de dorpen Uithuizen en Uithuizermeeden en de slaperdijk van de Uithuizer- en de Oostpolder. Deze wegen waren:
1. de Dwarsweg
2. de Eemsweg
3. de Emmaweg
4. de Langelandsterweg
5. de Meneersweg

De Dwarsweg en de Emmaweg maakten samen dezelfde weg uit die oorspronkelijk in twee verschillende gemeentes lag.
Ook de 44 duikers onder deze weg en 3 dijkgaten werden door het schap onderhouden. De wegen worden tegenwoordig beheerd door de gemeente Het Hogeland.

## Naam
De opwegen verwijzen naar de ligging: haaks op de slaperdijk. Feitelijk zijn dat dus de Eems-, Langelandster- en de Meneersweg. De laatste naam verwijst naar de heer van de borg Rensuma.